# Будинок на вулиці Саксаганського, 48
Будинок на вулиці Саксаганського, 48 — житловий будинок у Голосіївському районі Києва, на вулиці Саксаганського, на розі з вулицею Тарасівською. Зведений наприкінці XIX століття як прибутковий будинок, має статус щойно виявленої пам'ятки історії.

## Історія
Ділянка, на якій стоїть будинок, наприкінці XIX століття належала вдові підполковника М. Ієнкен. У 1897 році за її замовленням архітектор Х. Гьоліх збудував тут триповерховий будинок у цегляному стилі.
У 1909 році в будинку розміщувалася редакція української ілюстрованої газети для селян і робітників «Село», заснована того ж року Михайлом Грушевським та Юрієм Тищенком. Одним з редакторів був В. Таль (Віталій Товстоніс), художнє оформлення здійснював Іван Бурячок, серед активних співробітників — Максим Гехтер, Володимир Дорошенко, Микола Залізняк, Петро Стебницький, Микита Шаповал.
У наріжжі будинку на першому поверсі з радянських часів розташоване поштове відділення № 33.

## Опис
Будинок наріжний, п'ятиповерховий (два поверхи добудовані пізніше), цегляний, фарбований, Г-подібний у плані. Чоловий фасад виходить на вулицю Саксаганського, бічний — на вулицю Тарасівську. Чоловий фасад дев'ятивіконний, симетричний, одноосьовий, центральна вісь підкреслена розкріповкою. Перший поверх рустований. Вікна прямокутні, на першому—третьому поверхах прикрашені замковими каменями та підвіконними вставками, на рівні другого поверху додатково декоровані надвіконним пояском із дентикул, на третьому — обрамлені профільованими лиштвами. В центральній розкріповці вікно другого поверху прикрашене трикутним сандриком, вікно третього поверху має напівциркульну форму. Четвертий і п'ятий поверхи, надбудовані пізніше, майже позбавлені декору, лише на п'ятому поверсі міжвіконні простори прикрашені пласкими лопатками. Наріжжя будинку підкреслено рядом балконів із фігурними кованими решітками.

## Галерея

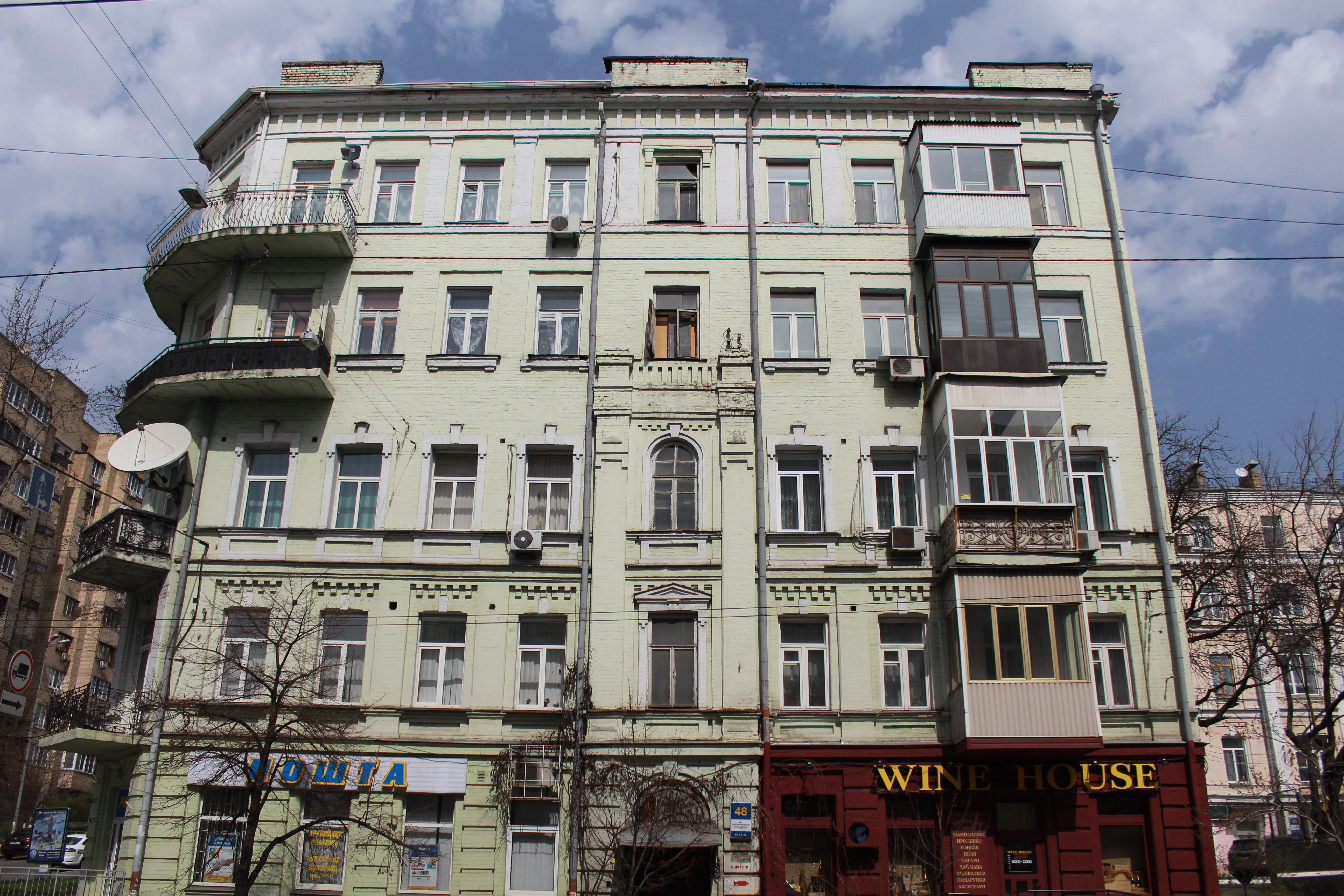
Чоловий фасад